# Mikuń
Mikuń (ros. Микунь) – miasto w północnej Rosji, na terenie wchodzącej w skład tego państwa Republiki Komi, w północno-wschodnim skrawku kontynentu europejskiego.
Miejscowość liczy 8 288 mieszkańców (1 stycznia 2024 r.).